# Biserica Sfinții Împărați Constantin și Elena din Buzău
Biserica Sfinții Împărați Constantin și Elena din Buzău este un monument istoric aflat pe teritoriul municipiului Buzău. În Repertoriul Arheologic Național, monumentul apare cu codul 44827.11.
Construită de către vistiernicul Andronic la 1619 în stilul mănăstirilor din Moldova, a fost refăcută ulterior de Adriana, văduva vornicului Șerban Cantacuzino.